# ウチダザリガニ
ウチダザリガニ (Pacifastacus leniusculus trowbridgii) は、エビ目（十脚目）・ザリガニ下目・ザリガニ科に分類される北米大陸原産の甲殻類の淡水ザリガニの一種で、標準和名はウチダザリガニ。英語名はSignal crayfish（シグナル・クレイフィッシュ）。日本には天然分布していない外来種。環境省指定特定外来生物で、同種のタンカイザリガニ P. l. leniusculus と共に日本の侵略的外来種ワースト100に選定されている。

## 分類・命名
帰化が確認された際、北海道大学教授の内田亨の手持ちのザリガニの標本が種の同定に役立ったため、献名され和名となっている。前後して、滋賀県の今津町（現在は合併して高島市となっている）に位置する淡海湖でも同種が確認され、タンカイザリガニと同定された。当時は、ウチダザリガニ(Pacifastacus trowbrigii)とタンカイザリガニ(Pacifastacus leniusculus)を別種として扱っていたが、現在この2種は同種またはごく近縁の亜種と考えられている。その場合、種は英名からとられたシグナルザリガニPacifastacus leniusculusとして、北海道の個体群を亜種ウチダザリガニ P. l. trowbrigii、淡海湖の個体群を亜種タンカイザリガニ P. l. leniusculus としている。
英名 シグナル・クレイフィッシュ (Signal crayfish)は、本種が第一胸脚可動肢の白い斑点を振り上げる動作が、信号 (Signal) を送っている姿を連想することに由来する。

## 形態
体長は15cm程度になり、ニホンザリガニやアメリカザリガニと比較してやや大型。頭胸部前端が3本の棘状になっている他、第一胸脚（はさみ）の可動肢によく目立つ白い斑点があるのが外部形態上最大の特徴である。ただ、成体では見分けやすいこれらの特徴が若齢幼体ではやや不明瞭である。
体色は緑褐色の個体がよく見られるが生息環境によって異なり、緑褐色、青褐色など様々である。

## 生態

### 分布
アメリカ合衆国北西部（コロンビア川水域とミズーリ川源流部）原産、カナダ南西部ブリティッシュコロンビア州。ヨーロッパ各国や日本にも移入分布している。
2000年代には、北海道（支笏湖・洞爺湖・摩周湖・阿寒湖・屈斜路湖等）、福島県（小野川湖、桧原湖、秋元湖）、長野県、滋賀県（淡海湖）、千葉県（利根川水系）、福井県（九頭竜湖）での生息が確認されている。

### 生息環境
冷水性の湖畔や河川に生息している。
低水温についてはマイナス33度まで、また高水温も30度で1週間耐えることができる。南限定着例である千葉県での生息例も「ウチダザリガニの耐水温度は30℃以上」であるためとされている。
さらに本種は耐塩性も備えており、原産地の一つコロンビア川では汽水域での生息が確認されている。このためウチダザリガニは冷水を好むといっても渓流魚並に高温に脆弱なわけではなく、つながっている水域を伝って自力で分布拡大する能力が高いとみられている。

### 食性
食性は雑食であり、魚類や底生生物、水草類などを食べる。また、共食いをすることが多い。

### 生活環
繁殖期は10月。メスは100 - 500個程度を抱卵し翌年の春から初夏に幼体を放つ。寿命は約10年。主な天敵には、ナマズ、ウナギ、イトウ、タヌキ、サギ、モズなどが挙げられる。

## 移入と分類の歴史

### 日本への移入
アメリカのオレゴン州ポートランド・コロンビア川流域の個体が、1926年に農林省水産局（当時）が食用を目的に実施した「優良水族移植」により北海道摩周湖に移入され養殖に成功した。その後、1930年にかけて計5回輸入され、1都1道1府21県の水産試験場に配布された。そのうちのひとつとして、滋賀県淡海湖では1926年11月4日に30個体が放流され、定着し、現在でもこの個体群は同湖に生息している。当時の研究では、その導入された外来ザリガニのうち、淡海湖の個体群だけがタンカイザリガニとして分類され、その他の地域（主に北海道）の個体群はウチダザリガニとして別に分類された。この淡海湖個体群（タンカイザリガニ）とその他地域の個体群（ウチダザリガニ）を別種（別亜種）とする判断は、便宜的な呼び分けとしてしばらくその状態が続いたが、現在は両者を同種としている。

#### 天然水域への放流と拡大
天然水域への放流記録は、
- 滋賀県で3箇所（1926年10月30日に石寺内湖に65個体、1926年11月4日に淡海湖に30個体、1927年2月10日に大正池に25個体[11]）、オオクチバスやブルーギルに捕食され生息密度が低下しているとの報告がある[12]。
- 北海道で1箇所（1930年7月28日に摩周湖に476個体）
- 福井県で1箇所（1933年猪ヶ池（放流個体数不明））
- 東京都で1箇所（放流年月日，場所および個体数不明）

の記録が残されている、しかし滋賀県の石寺内湖および大正池、福井県の猪ヶ池では定着しなかったか、現在までの間に消失したと考えられる。
長野県安曇野市に分布する個体群の移入時期と由来は不明である。熊川真二(2011)は、1926年、1930年以外の個体群が長野県に放流された可能性があると報告している。この個体群の特徴は、他の生息地と比較し生息密度が低いことや生態系へ影響が北海道及び滋賀県の個体群とも異なっていると報告されている。なお、千葉県栄町（利根川水系）では2009年9月に生息を確認しているが、ウチダザリガニに寄生している寄生虫の分析から北海道あるいは福島県由来の個体と推定されている。

### 欧州への移入
ヨーロッパでは、1960年にアメリカのカリフォルニア州からスウェーデンに初めて導入された。1970年には2000個体がオーストリアに輸入され、いくつかの地域に放流された。他にも、デンマーク、フィンランド、ドイツ、オランダ、ポーランドといったヨーロッパ各国に定着が拡大している。

## 人間との関わり

### 食用
北アメリカやヨーロッパでは食材として漁獲や養殖がおこなわれ、高級食材であるヨーロッパザリガニの代用とされている。料理は主に煮たり、焼いたりして、フランス料理のソテーやスープなどにし、美味であるという。ザリガニはフランスではエクルビスと呼ばれ、フランス料理では一般的な食材として扱われる。しかし他の淡水動物と同様に、本種は寄生虫（ジストマ）の中間宿主となるので、生食や加熱不十分な物を摂食した場合に寄生虫症に感染するおそれがある。
日本では阿寒湖で駆除されたものが地元のレストランにて提供されるほか、「レイクロブスター」の商品名で他地方にも出荷されている（後述の「観光資源化」も参照）。

### 観賞動物
外来生物法に基づき特定外来生物に指定されているため、現在では無許可での飼育や遺棄、譲渡、輸入等が禁じられている。
かつて本種はアメリカザリガニほどではないにしろ、ペットとして普及していた。しかし、低水温を好み、暖かい水や、汚れた水では生息できずに死んでしまうために、低温装置やエアポンプが必要不可欠であるなど、アメリカザリガニよりも飼育が難しいとされた。

## 外来種問題

### 影響
餌及び生息域の競合
北海道では、日本固有種である在来種のニホンザリガニの生息域と競合して圧倒している。水生生物（魚類・植物）の食害も深刻で、陸水生態系に大きな影響を与えている。天然記念物のヒブナが生息する釧路市の春採湖ではウチダザリガニによる水草の食害でヒブナの産卵床が食い荒らされ、合成樹脂製の人工産卵床を沈める対策がなされている。阿寒湖でも天然記念物のマリモがウチダザリガニの食害にあっていることが確認された。
感染症の媒介
有名な事例として世界の侵略的外来種ワースト100に選定されている卵菌類のアファノマイセス菌 Aphanomyces astaci （別名 ザリガニペスト）があり、ヨーロッパでは White-clawed crayfish (Austropotamobius pallipes) など在来ザリガニの局所的絶滅をもたらしている。こうした病気の日本国内の侵入は確認されていないが、ニホンザリガニはこの病気に感染すると100%死亡する。

### 対策
2006年2月1日より本種は外来生物法に基づき特定外来生物に指定されている。日本生態学会では、「日本の侵略的外来種ワースト100」に本種を選定している。
北海道では駆除活動が盛んに行われており、2010年度の捕獲数は約15万匹に上っている。洞爺湖では、ボランティアダイバーの協力や篭を使用した駆除を展開し捕獲している。
宮城県では環境保全活動を行うNPOが、釣り道具店などで入手できる材料を組み合わせた安価な捕獲装置を開発し、洞爺湖での大量捕獲に成功している。

#### 観光資源化
単に駆除するだけにとどまらず、捕獲後に調理することで観光資源として活用する動きも各地で行われている。
- 釧路市阿寒湖漁協では、ウチダザリガニをレイクロブスターの名で、販売している[24]ほか阿寒湖周辺の宿泊施設、飲食店に供給している。阿寒湖と塘路湖では、ウチダザリガニが内水面漁業規則による漁業権魚種に指定されている。外来生物法が施行されてからは、一般消費者にはボイルして冷凍したもののみを販売し、飲食店等に対しては環境省認定の梱包箱に梱包し、生きた状態で出荷されている。阿寒湖では、養殖ではなく、全て捕獲されたものを出荷している[4]。
- 釧路市では捕獲したウチダザリガニを釧路市動物園の動物の餌に活用している[2]。
- 福島県裏磐梯では本種の駆除を観光につなげる試みとして、夏のシーズンに「釣って食べる!ウチダザリガニ釣り大会」が開催されている[25]。

### 滋賀県における保護と駆除の対立
歴史的経緯から明らかなように同種は外来種である。そもそも、人工的に造られた農業ため池に、陸地における移動能力の乏しいザリガニが生息しているという事実からも人間によって導入されたことは疑いようがない。 しかし、タンカイザリガニについての分類学的な混乱や、何よりもその和名に「タンカイ」と名づけられたことも背景にあり、地元高島市（今津町）は本種を地域固有の環境のシンボルとして歴史的に保護してきた
。
例えば、地元の中学校では、タンカイザリガニを守るために同じく外来種のブラックバスの駆除活動を実施するなど、地域一体の活動を行ってきた
。 その後、タンカイザリガニはウチダザリガニと同種として、外来生物法により特定外来生物に指定されたことで、この淡海湖個体群をめぐる認識の違いが顕在化した。地元にとって80年以上保護してきたザリガニが、一転して駆除対象となることは理解しがたいものであった。そのため、北海道ではウチダザリガニの防除が進行するなか、地元の自然愛好家等の反対が強い淡海湖個体群（タンカイザリガニ）の駆除は行われておらず、対立は現在も続いている。 淡海湖個体群（タンカイザリガニ）が、淡海湖、さらには周辺地域の生態系に悪影響を与えているという報告は今のところない。しかし、外来ザリガニが生態系を様々な形（捕食・競争・感染症・寄生虫等）で破壊することは既に他の研究で確認されており、注意が必要である。